# MG-020
A MG-020 é uma rodovia estadual de Minas Gerais. Sua extensão total é de 66,3 quilômetros, sendo que todo o percurso é pavimentado. A rodovia se inicia em Belo Horizonte, no entroncamento com a MG-010, e termina no município de Jaboticatubas. Dentro do perímetro urbano entre Belo Horizonte e Santa Luzia a rodovia é duplicada com duas faixas por sentido, além de um trecho com marginais. É a menor rodovia radial do estado de Minas Gerais. Possui um trecho de 8,4 quilômetros coincidente com a MG-010.

## Percurso
A rodovia MG-020 passa pelos seguintes municípios:
- Belo Horizonte
- Santa Luzia
- Taquaraçu de Minas
- Jaboticatubas